# Cal Tomanys
Cal Tomanys és una obra noucentista d'Alguaire (Segrià) inclosa a l'Inventari del Patrimoni Arquitectònic de Catalunya.

## Descripció
Habitatge de planta baixa i dos pisos de concepció entre mitgeres. Façana de composició molt clara, que remarca els fets estructurals amb obra vista, així com els muntants de les finestres i diverses obertures.